# 盾形单肌蛤
盾形单肌蛤（学名：Monia umbonata），是莺蛤目银蛤科Monia的一种。主要分布于韩国、中国大陆，常栖息在潮间带低潮线区或潮下带至300米的岩石、沙粒、泥及碎壳底质。